# Nemopterella exigua
Nemopterella exigua är en insektsart som beskrevs av Bo Tjeder 1967. Nemopterella exigua ingår i släktet Nemopterella och familjen Nemopteridae. Inga underarter finns listade i Catalogue of Life.